# Timfristós
Timfristós (Tymfristos) är en ort i Grekland.   Den ligger i prefekturen Fthiotis och regionen Grekiska fastlandet, i den centrala delen av landet, 190 km nordväst om huvudstaden Aten. Timfristós ligger 688 meter över havet och antalet invånare är 434.
Terrängen runt Timfristós är kuperad åt sydost, men åt nordväst är den bergig. Runt Timfristós är det ganska glesbefolkat, med 25 invånare per kvadratkilometer. Närmaste större samhälle är Karpenísi, 11,5 km väster om Timfristós. I omgivningarna runt Timfristós växer i huvudsak blandskog.